# Tratado de Paris (1783)
O Tratado de Paris foi o acordo internacional pelo qual o extinto Reino da Grã-Bretanha reconheceu formal e oficialmente o fim da Guerra da Independência dos Estados Unidos e a independência dos Estados Unidos da América, pós-Revolução Americana. O tratado foi assinado no dia 3 de setembro de 1783 em Paris, visto que se tratava de um terreno neutro para ambos os litigantes. O Congresso da Confederação dos Estados Unidos ratificou o Tratado de Paris em 14 de janeiro de 1784. As outras nações combatentes – França, Espanha e República das Sete Províncias Unidas dos Países Baixos – tiveram tratados de paz separados.

## Conteúdo
O Tratado de Paris estabeleceu o seguinte:
- A Grã-Bretanha reconhecia a Independência das Treze Colônias norte-americanas e lhes entregava o território compreendido entre os Grandes Lagos, os Montes Apalaches e os rios Ohio e Mississippi;[4]
- a França recuperava alguns territórios perdidos depois da Guerra dos Sete Anos, quais sejam: as feitorias do Senegal e as ilhas de Santa Lúcia, São Pedro e Miquelão e Tobago, nas Antilhas, além do direito de pesca na Terra Nova;[4]
- a Espanha recuperava a Flórida, perdida também na Guerra dos Sete Anos, e a ilha de Minorca, no Mediterrâneo, ocupada pelos ingleses durante tal guerra;[4] e
- ao fim da guerra e após assinado o Tratado de Paris, a Inglaterra possuiria Índia, Canadá, Senegal, parte da Luisiana e das Antilhas.[4]